# Supercoupe d'Italie de football 1994
Navigation
Supercoupe d'Italie 1993 Supercoupe d'Italie 1995
La Supercoupe d'Italie 1994 (italien : Suppercoppa italiana 1994) est la septième édition de la Supercoupe d'Italie, épreuve qui oppose le champion d'Italie au vainqueur de la Coupe d'Italie. Disputée le 28 août 1994 au stade San Siro à Milan devant 26 767 spectateurs, la rencontre est remportée par le Milan AC aux dépens de la Sampdoria de Gênes après une séance de tirs au but.

## Participants
La rencontre oppose le Milan AC à la Sampdoria de Gênes. L'AC Milan se qualifie au titre de sa victoire en championnat 1994 et la Samp se qualifie pour la Supercoupe grâce à sa victoire en Coupe d'Italie de football 1993-1994. 
Bien que la compétition soit naissante, il s'agit des quatrièmes participations des deux clubs en sept éditions dont une troisième consécutive pour « le Milan ». Il existe également un antécédent entre les Milanais et les Génois puisqu'ils se rencontrent lors de la Supercoupe 1988 (1re édition). Quatre joueurs sont déjà présents avec les défenseurs lombards Mauro Tassotti, Alessandro Costacurta, Franco Baresi et le ligure Pietro Vierchowod.

## Rencontre
Le club génois ouvre le score comme en 1988 puis son avance reste inchangée jusqu'à dix minutes du terme. Le milieu de terrain Ruud Gullit égalise de la tête puis une séance de tirs au but a lieu sans périodes de prolongations préalables. La séance est remportée par le Milan AC sur un score de 4-3.
Les Milanais gagnent ainsi une 4e Supercoupe en autant de participations (1988, 1992, 1993 et 1994). La Sampdoria affiche un bilan d'une victoire en 1991 pour trois défaites en 1988, 1989 et 1994.

## Feuille de match
| 28 août 1994                            | Milan AC        | 1-1                                               | Sampdoria de Gênes | Stade San Siro, Milan                               |                                                     |
|                                         | Gullit 83e      | (0-1)                                             | 36e Mihajlović     | Spectateurs : 26 767 Arbitrage : Pierluigi Pairetto | Spectateurs : 26 767 Arbitrage : Pierluigi Pairetto |
| Albertini · Boban · Simone · Costacurta | Tirs au but 4-3 | Platt · Vierchowod · Evani · Jugović · Mihajlović |                    | Spectateurs : 26 767 Arbitrage : Pierluigi Pairetto | Spectateurs : 26 767 Arbitrage : Pierluigi Pairetto |

| Milan | Sampdoria |

| Gardien de but | 1  | Sebastiano Rossi       |  |     |
| D              | 2  | Mauro Tassotti         |  | 83e |
| D              | 3  | Alessandro Orlando     |  |     |
| A              | 4  | Ruud Gullit            |  |     |
| D              | 5  | Alessandro Costacurta  |  |     |
| D              | 6  | Franco Baresi          |  |     |
| M              | 7  | Gianluigi Lentini      |  | 46e |
| M              | 8  | Demetrio Albertini     |  |     |
| M              | 9  | Zvonimir Boban         |  |     |
| M              | 10 | Roberto Donadoni       |  |     |
| A              | 11 | Marco Simone           |  |     |
| Remplaçants :  |    |                        |  |     |
| Gardien de but | 12 | Mario Ielpo            |  |     |
| D              | 13 | Stefano Nava           |  | 46e |
| D              | 14 | Filippo Galli          |  |     |
| D              | 15 | Roberto Lorenzini      |  | 83e |
| A              | 16 | Francesco De Francesco |  |     |
| Entraîneur :   |    |                        |  |     |
| Fabio Capello  |    |                        |  |     |

| Gardien de but      | 1  | Walter Zenga      |  |     |
| D                   | 2  | Michele Serena    |  | 83e |
| D                   | 3  | Riccardo Ferri    |  |     |
| M                   | 4  | David Platt       |  |     |
| D                   | 5  | Pietro Vierchowod |  |     |
| D                   | 6  | Siniša Mihajlović |  |     |
| M                   | 7  | Attilio Lombardo  |  |     |
| M                   | 8  | Vladimir Jugović  |  |     |
| A                   | 9  | Alessandro Melli  |  | 71e |
| A                   | 10 | Roberto Mancini   |  |     |
| M                   | 11 | Alberigo Evani    |  |     |
| Remplaçants :       |    |                   |  |     |
| Gardien de but      | 12 | Giulio Nuciari    |  |     |
| D                   | 13 | Stefano Sacchetti |  | 83e |
| M                   | 14 | Riccardo Maspero  |  |     |
| M                   | 15 | Fausto Salsano    |  |     |
| A                   | 16 | Mauro Bertarelli  |  | 71e |
| Entraîneur :        |    |                   |  |     |
| Sven-Göran Eriksson |    |                   |  |     |